# Hegedűs Gyula (agrármérnök)
Hegedűs Gyula (Budapest, 1950. augusztus 14.) okleveles agrármérnök, bankigazgató, barlangkutató.
A Gödöllői Agrártudományi Egyetemen 1975-ben agrármérnöki, 1979-ben ugyanitt mezőgazdasági vállalatgazdálkodási szakmérnöki, végül 1987-ben trópusi mezőgazdasági szakmérnöki oklevelet szerzett. Dolgozott a Mezőgazdasági Gépkísérleti Intézetnél (1975–1979, tudományos segédmunkatárs), az Országos Környezet- és Természetvédelmi Hivatalnál (1979–1986, mezőgazdasági főfelügyelő, illetve az Aggteleki Tájvédelmi Körzet vezetője), a MÉM-ben (1986–1990) főelőadó, az OTP Bank-nál (1990–2000) főosztályvezető, a Magyar Posta Rt.-nél (2000–2001) igazgató, a Postabank Rt.-nél (2001) vezérigazgató, az Atlas Szövetkezetnél (2002–2003) gazdasági tanácsadó, az Országos Vízügyi Főigazgatóságnál (2003) főigazgató-helyettes. 2003-tól a Magyar Fejlesztési Bank Rt. kockázatkezelési igazgatója.

## Barlangkutató tevékenysége
A Magyar Karszt- és Barlangkutató Társulat titkára (1976–1978), szakbizottsági tagja (1981–1986), választmányi tagja (1981–1991), elnökségi tagja 2000-től. (Nem tévesztendő össze a másik Hegedűs Gyulával, a doktorral, aki a Karszt- és Barlangkutatási Tájékoztató felelős kiadója volt.) A Karszt és Barlang Alapítvány kuratóriumi tagja (1995–2005), kuratóriumi elnöke 2000-től. A Magyar Barlangi Mentőszolgálat Felügyelő Bizottságának elnöke 1999-től.
Jelentősebb sporteredményei: részvétel a Vecsembükki-zsomboly feltárásában (1974), a Baradla Rövid-Alsó-barlang feltárásának irányítása (1980 és 1982), részvétel az Abysso Michele Gortani (Olaszország) feltárásában (2002), végül 1974 óta mintegy száz mentőakcióban való részvétel a Magyar Barlangi Mentőszolgálat tagjaként.
A Marcel Loubens Vándorkupa barlangversenyen 1976-ban és 1977-ben is első helyezést ért el, az 1978. évi Országos Barlangversenyen pedig harmadik helyezett volt. 1997-ben Életmentő Emlékéremben részesült.
Félszáznál több magyar és angol nyelvű cikk és tanulmány mellett (melyek többek között a Karszt és Barlang, az Élet és Tudomány, a Mount Everest oldalain jelentek meg) Adamkó Péterrel társszerzőként írta a „118 óra a barlang fogságában” (2002, Bp. 111 old.) című könyvet.